# Comité d'action révolutionnaire nord-africain
Le Comité d'action révolutionnaire nord-africain ou CARNA a été fondé en 1938 par un groupe de militants du Parti du peuple algérien (PPA) écartés du parti par son président, Messali Hadj, en raison de leur rapprochement avec l'Allemagne nazie.

## Le contexte historique
Le 27 août 1937, arrestation de Messali et de quatre de ses principaux collègues du comité directeur du PPA qui tous, écoperont de deux années de prison.
Le 25 février 1938 Kahal et Filali qui, depuis septembre, étaient chargés de la direction intérimaire du parti sont également arrêtés.
La direction du PPA était, dès lors, réduite à quelques rescapés comme Mezerna, Belaïd, Bouda ou Khider et un nouveau comité central fut désigné en juillet 1938.
À une année du déclenchement du second conflit mondial, l'Allemagne hitlérienne affichait ses visées hégémoniques sur l'ensemble de l'Europe. Pressentant l'écrasement prochain de la France sous le rouleau compresseur du troisième Reich, les responsables encore en liberté du Parti du Peuple Algérien s'interrogeaient sur l'attitude à adopter dans une telle éventualité.

## La fondation du CARNA
À la mi-1938, les Allemands avaient approché, à Malmedy en Belgique, un élément de la Fédération de France dans le but de sonder les intentions des nationalistes algériens en cas d'effondrement de la France. Il s'est ensuivi le déplacement en Allemagne, à l'insu de la direction centrale du PPA, de deux anciens responsables de l'Étoile nord-africaine, Mohand Rebbouh et Belkacem Radjef. Informé de ce déplacement, Messali, toujours emprisonné, tomba dans une rage folle et décida la dissolution de la Fédération d'Alger et l'exclusion de ses responsables du Parti.
Les exclus vont fonder le Comité d'action révolutionnaire nord-africain. Taleb Mohamed, Flitta Ahmed, Ouamara Mohamed dit Rachid, Hamza Omar, Mekideche Lakhdar, Messaoudi Amar, Henni Mohamed dit Daki, Lazli Ahmed et Kessi Cherif en sont les membres fondateurs.
Le CARNA était en rapport avec Aït Hidouche afin de coordonner ses activités avec les militants de France et c'était Ouamara qui, par ses fréquents déplacements entre Alger et Paris, qui entretenait le contact.
Le fait de se retrouver en "congé du Parti" n'avait en rien atténué leur ardeur de chauds partisans d'un rapprochement avec les Allemands.

## Les activités du Comité
Taleb a été la cheville ouvrière du CARNA dont les principaux animateurs furent Ouamara, Hamza, Flitta et Mekidèche.
En juillet 1939, 2 mois avant le début de la Seconde Guerre mondiale, le comité délègue quatre de ses membres; Taleb, Flitta, Hamza et Mekidèche; en Allemagne afin de relancer les contacts. Là, ils effectuèrent un court stage de formation théorique et pratique sur le thème de la guérilla et ses méthodes mais leurs attentes furent déçues. Le principe d'une aide pour l'Algérie était certes réaffirmé par leurs interlocuteurs mais de façon tellement évasive qu'elle lui ôtait tout crédit. 
Malgré sa déconvenue, le CARNA ne renoncera pas à ses velléités de brusquer le destin par Allemands interposés. Un rendez-vous est pris avec un agent allemand en octobre 1939 près du bastion de l'amirauté à Alger. Abdoun et Taleb s'y rendirent mais la personne qu'ils devaient rencontrer ne se manifesta pas.
Alors en position d'attente, le comité se recentre sur une activité de propagande autour du thème qu'une France occupée est davantage vulnérable.
Début octobre 1940, une nouvelle vague répressive s'abat sur les cadres du PPA et certains membres du CARNA sont arrêtés sous l'inculpation d'"individus suspects et dangereux pour la défense nationale". Flitta est incarcéré et Hamza est assigné à résidence à Djenan Bourezg dans le sud oranais.
À Alger, par la force des choses c'était paradoxalement le CARNA qui s'était quelque peu substitué sur le terrain au PPA dont il semblait incarner l'aile radicale. En effet la direction du parti était traquée et dans les faits le Comité assurait une sorte de doublure officieuse, prêtant parfois aide et assistance aux militants du part désemparés. Lorsque Messali, en mars 1941,  comparaît avec 27 de ses compagnons en cour martiale, c'est Taleb qui était en relation avec son avocat maître Ahmed Boumendjel et qui répercutait les informations aux militants. 
Cependant la CARNA n'avait de cesse de regarder en direction des Allemands. Il décida de bouger et de sortir de l'expectative en prenant langue de lui-même avec les officiers nazis membres de la Commission mixte d'armistice. En août 1940, Taleb et Abdoun prennent rendez-vous avec un officier allemand au café "Palma" rue Colonna d'Ornano mais l'entretien reste sans suite; l'officier n'ayant aucune habilitation ou consigne pour discuter de quoi que ce soit avec les nationalistes locaux. Mais le Comité va s'obstiner.
En avril 1941, il va charger Ouamara de se rendre à Paris afin de forcer sur place la main au haut commandement allemand. Il parvient à se faire introduire auprès d'un officier supérieur mandaté pour discuter avec lui. Et là, immense déception. Alors que le CARNA, par la voix d'Ouamara, envisageait un éventuel soutien logistique allemand dans le cadre d'une dynamique de libération fondée sur une option militaire à déterminer, les responsables nazis se plaçaient dans une perspective opposée. Pour eux, l'aide allemande pouvait se concevoir, mais pas dans un but d'émancipation politique de l'Algérie. Si les nationalistes tenaient tant à combattre la France, le Reich serait là pour leur offrir l'occasion de le faire mais à ses conditions et hors de toute liberté opérationnelle. 
Il leur était donc proposer de se mettre à la disposition des Allemands pour des missions rémunérées de renseignement ou de sabotage sous leur strict contrôle. Et rien de plus.
Donc échec consommé du CARNA dans sa recherche d'une adhésion allemande à leur projet.
Les "durs" du Comité vont alors se tourner vers les Italiens par l'intermédiaire d'une connaissance, Saïd dit Diavolo, travaillant au Consulat d'Italie à Alger. Taleb réussit, début 1942 à arracher un rendez-vous avec le Consul. L'entrevue se déroule au domicile de Sid Ahmed Pacha à Saint-Eugène (aujourd'hui Bologhine); y assistèrent, côté CARNA, Taleb, Abdoun et Ouamara. Le consul leur dévoila qu'il n'y avait aucune prévision d'aide aux Algériens à des fins émancipatrices mais qu'au contraire il était prévu la partition du pays; l'attribution de la Tunisie et de l'Est constantinois à l'Italie, le reste du constantinois à la France, l'algérois à l'Allemagne et l'oranie à l'Espagne. Il leur remit néanmoins une certaine somme d'argent dans une enveloppe fermée. Ce sera là les seuls subsides que le CARNA aura jamais reçus de ses interlocuteurs étrangers.
Après ces déconvenues, le CARNA avait peu à peu abandonné sa dénomination originelle pour une autre plus neutre et plus anonyme, celle d'"Organisation". Ses éléments ont continué à militer en fonction des orientations de fond du PPA sur le long terme; Messali qui avait compris que le Parti ne pouvait se passer d'eux longtemps, les absout, l'été 1942.

## Les effets à long terme
Dans la recherche d'une adhésion allemande à son projet, la CARNA a essuyé un échec patent. Messali avait vu juste. Charriant discrimination et exclusion, la théorie nazie considérait fondamentalement les colonisés comme des sous hommes voués à vivre éternellement sous tutelle de plus forts et indignes de se réclamer d'un quelconque droit à s'autogouverner.
Que faut-il retenir de ses tentatives avortées? Les membres du Comité, malgré leur erreur de jugement, les premiers, eurent l'intuition que l'agitation propagande ne serait qu'un semblant de lutte, un leurre s'il n'y avait pas derrière un plan concret de combat armé. Ils furent les promoteurs de ce que le PPA entreprendra 7 ans plus tard avec l'OS.